# Barrais-Bussolles
Barrais-Bussolles is een gemeente in het Franse departement Allier (regio Auvergne-Rhône-Alpes) en telt 210 inwoners (2004). De plaats maakt deel uit van het arrondissement Vichy.

## Geografie
De oppervlakte van Barrais-Bussolles bedraagt 26,9 km², de bevolkingsdichtheid is 7,8 inwoners per km².
De onderstaande kaart toont de ligging van Barrais-Bussolles met de belangrijkste infrastructuur en aangrenzende gemeenten.

## Demografie
Onderstaande figuur toont het verloop van het inwonertal (bron: INSEE-tellingen).
Vanwege een beveiligingsprobleem met de MediaWiki Graph-software is het momenteel niet mogelijk deze grafiek weer te geven. Zodra de software is bijgewerkt zal de grafiek vanzelf weer zichtbaar worden.